# Лакин, Капитон Михайлович
Капито́н Миха́йлович Ла́кин (20 марта 1930, д. Вишенки — 5 сентября 1987) — советский фармаколог. Доктор медицинских наук (1968), профессор (1969), член-корреспондент АМН СССР (1980); ректор ММСИ им. Н. А. Семашко (1974—1981). Лауреат Государственной премии СССР и премии Совета Министров СССР.

## Биография
Родился 20 марта 1930 года в деревне Вишенки (на территории Владимирской области по состоянию на 1980-е годы).
В 1953 году окончил 2-й ММИ и был оставлен на кафедре фармакологии института.
Под руководством В. И. Скворцова и В. В. Васильевой защитил кандидатскую диссертацию «К фармакологии алкалоида пахикарпина».
С 1966 года член редколлегии, с 1972 года — заместитель главного редактора журнала «Фармакология и токсикология».
В 1967 году защитил докторскую диссертацию «Фармакологическое исследование антикоагулянтов монокумаринового ряда». Проделанная Лакиным научная работа привела к созданию первых советских антикоагуляционных препаратов кумаринового ряда. В 1968 году он получил степень доктора наук. Профессор с 1969 года.
В 1968 году создал и до 1970 года руководил лабораторией фармакологии гемостаза в Центральной научно-исследовательской лаборатории 2-го ММИ.
С 1970 года — в ММСИ им. Н. А. Семашко. В 1971 году стал проректором по учебной работе, затем — по научной работе. С 1974 по 1981 год — ректор и одновременно заведующий кафедрой фармакологии, созданной при организации лечебного факультета. В период ректорства был депутатом Моссовета и членом ЦК профсоюза медработников, инициатором строительства стоматологического комплекса на Каляевской улице.
С 1976 года — председатель Проблемной комиссии АМН СССР по клинической фармакологии. С 1980 года член-корреспондент АМН СССР.
С 1981 года стал руководителем Управления учебных заведений Минздрава СССР.
В разное время был членом комитета по Ленинским и Государственным премиям СССР, председателем Научного совета по фармакологии и фармации Минздрава РСФСР, заместителем председателя Всесоюзного научного общества фармакологов, редактором отдела фармакологии 3-го издания «Большой медицинской энциклопедии». Член КПСС.
Скоропостижно скончался 5 сентября 1987 года. Похоронен в Москве на Кунцевском кладбище.

## Награды
- Два ордена Трудового Красного Знамени[6].
- Медали[3], в том числе медаль имени Н. П. Кравкова[6].
- За цикл научных работ по изучению плазменного и клеточного гемостаза[1]:
  - Премия Совета министров СССР (1983).
  - Государственная премия СССР (1985)[6].
  - Дипломы Минздрава РСФСР[1].

## Научное наследие
Создатель научной школы по проблемам фармакологии. Выделил клиническую фармакологию в самостоятельную научную дисциплину по номенклатуре ВАК. Был научным руководителем 5 докторских и 23 кандидатских диссертаций. Автор более 300 научных и методических работ, посвящённых в основном лекарственной регуляции свёртываемости крови.

### Избранная библиография
- Чазов Е. И., Лакин К. М. Антикоагулянты и фибринолитические средства. — М.: Медицина, 1977. — 311 с. (издавалась также в США).
- Балуда В. П., Баркаган З. С., Гольдберг Е. Д., Кузник Б. И., Лакин К. М. Лабораторные методы исследования гемостаза / Под ред. Е. Д. Гольдберга. — Томск, 1980. — 313 с.
- Лакин К. М., Крылов Ю. Ф. Биотрансформация лекарственных средств : общие вопросы. — М.: Медицина, 1981. — 342 с. (издавалась также во Вьетнаме).